# Exoneura apposita
Exoneura apposita là một loài Hymenoptera trong họ Apidae. Loài này được Rayment mô tả khoa học năm 1949.